# Борисов, Андрей Александрович (театральный деятель)
Андре́й Алекса́ндрович Бори́сов (род. 7 мая 1972, Александровск) ‒ российский историк и театральный менеджер, кандидат исторических наук. С 16 ноября 2020 года — генеральный директор Московского академического Музыкального театра имени народных артистов К. С. Станиславского и Вл. И. Немировича-Данченко.

## Биография
Родился 07 мая 1972 года в городе Александровск Пермской области.
В 1996 году окончил исторический факультет Пермского государственного университета (сейчас — ПГНИУ);
Академическая деятельность, работа в государственном архиве Пермского края
В 2000 г. защитил диссертацию на соискание ученой степени кандидата исторических наук по теме: «Американские консерваторы и мультикультурализм» (научный руководитель — д.и.н., профессор П. Ю. Рахшмир, оппонентами выступили д.и.н., профессор М. И. Лапицкий, к.и.н. Г. Л. Кертман).
В 2008—2014 гг. возглавлял кафедру гуманитарных дисциплин НИУ «Высшая школа экономики» (Пермь).
В 2014—2017 гг. возглавлял Государственный архив Пермского края. Будучи директором архива, сформировал стратегию его развития. В этот период выполняя прямые функции архивного учреждения, Государственный архив Пермского края формировался также как культурно-просветительский центр. В должности директора инициировал создание первого в России архивного просветительского фестиваля «Архиffest». Совместно с НИУ «Высшая школа экономики» (Пермь) была создана кафедра историко-документального проектирования.
Деятельность в качестве театрального менеджера
В апреле 2017 г. по представлению художественного руководителя Пермского государственного театра оперы и балета им. П. И. Чайковского Теодора Курентзиса был назначен на должность исполнительного директора театра (апрель 2017 — август 2019). Одновременно координировал Дягилевский фестиваль.
В этот период на сцене театра состоялись премьеры:
- оперных спектаклей «Жанна на костре» (в копродукции с Лионской нац. оперой, театром Ла Монне/Де Мюнт (Брюссель), театром Базеля; муз. руководитель — Т. Курентзис, режиссёр — Р. Кастеллуччи), «Фаэтон» (в копродукции с королевской оперой Версаля; муз. руководитель — В. Деместр, режиссёр — Б. Лазар), «Лючия ди Ламмермур» (муз. руководитель — Э. Тортанис, режиссёр — К. Контокристос).
- балетных спектаклей «Щелкунчик» (хореограф — А. Мирошниченко), «Тщетная предосторожность» (балетмейстер — К. Шморгонер), «Баядерка» (балетмейстер-постановщик — А. Мирошниченко), «Шахерезада» (хореограф — А. Мирошниченко).

В ноябре 2018 г. вошел в состав Совета при Президенте Российской Федерации по культуре и искусству.
В августе 2019 г. назначен на должность генерального директора Пермского государственного театра оперы и балета им. П. И. Чайковского, после того, как художественный руководитель театра Теодор Курентзис оставил свой пост. Была утверждена перспективная программа развития театра до 2022 г. В январе 2020 г. между Пермским государственным театром оперы и балета и консерваторией Моцартеум (Зальцбург, Австрия) было подписано соглашение о сотрудничестве.
В ноябре 2020 г. был назначен генеральным директором Московского академического Музыкального театра имени К. С. Станиславского и Вл. И. Немировича-Данченко.
В этот период состоялись премьеры:
- оперных спектаклей «Вольный стрелок» (муз. руководитель — Ф. Боллон, режиссёр — А. Титель), «Риголетто» (муз. руководитель — Ф. Коробов, режиссёр — В. Панков), мировая премьера оперного диптиха «НФБ. Кроткая» (муз. руководитель — А. Дадашев, режиссёр — Л. Налетова), комической оперы «Робинзон Крузо» (муз. руководитель — А. Дадашев, режиссёр — А. Титель), оперы «Норма» (муз. руководитель — К. Кнапп, режиссёр — А. Шапиро), оперы «Царская невеста» (муз. руководитель — А. Дадашев, режиссёр — Д. Белянушкин), оперы «Не только любовь» (муз. руководитель — Ф.Коробов, режиссёр — Е. Писарев), оперы «Русалка» (муз. руководитель — Т. Зангиев, режиссёр — А. Титель).

- балетных спектаклей: вечер одноактных балетов «KAASH/AUTODANCE/Кончерто барокко» (хореографы — Акрам Хан, Ш. Эяль, Дж. Баланчин), «Ромео и Джульетта» (хореограф — М. Севагин, муз. руководитель — Т. Зангиев, режиссёр — К. Богомолов), вечера одноактных балетов «О природе/Нет никого справедливее смерти» (хореографы — В. Варнава, М. Севагин), «Щелкунчик» (хореограф — Ю. Посохов, муз. руководитель — И. Никифорчин), вечера одноактных балетов «Ворга. Последний сеанс. Класс-концерт» (хореографы — К. Тернавская, П. Глухов, М. Севагин), мировой премьеры балета «Снежная королева» (хореограф — М. Севагин), вечера одноактных балетов «Отражения. Холм. Красавицы не могут уснуть» (хореографы — Ю. Посохов, Г. Дода, А. Вядро).

В этот период состоялись международные гастроли:
- в королевство Таиланд (г. Бангкок) со спектаклем «Лебединое озеро» (в хореографии В. Бурмейстера) — сентябрь 2022 г.;
- в Китайскую Народную Республику (г. Пекин, Шанхай, Шэньчжэнь) также со спектаклем «Лебединое озеро» (в хореографии В. Бурмейстера) — сентябрь-октябрь 2024 г.[14];

В феврале 2022 года в связи с вторжением России на Украину художественный руководитель балетной труппы театра Лоран Илер принял решение об отставке. В марте Андрей Борисов назначил на эту должность 24-летнего (на тот момент) Максима Севагина, ставшего, таким образом, одним из самых молодых художественных руководителей в истории русского балета.
С 2022 г. — член Союза театральных деятелей (СТД РФ). В 2023 году избран секретарем СТД РФ.
В 2023 г. стал заведующим кафедрой продюсерства и менеджмента исполнительских искусств Российского института театрального искусства — ГИТИС. С 2024 г. — член ученого совета Российского института театрального искусства — ГИТИС.
В 2024 г. стал художественным руководителем IV Международного фестиваля классической музыки «Кантата», который состоялся на территории Калининградской области в период с 3 по 9 июня 2024 г.
15 октября 2024 г. по Указу Президента РФ вновь вошел в состав Совета по культуре и искусству при Президенте Российской Федерации.